# Belgio all'Eurovision Song Contest
Il Belgio ha partecipato a quasi tutte le edizioni dell'Eurovision Song Contest, tranne che nel 1994, 1997 e nel 2001, a causa dello scarso risultato nell'edizione precedente.
Il paese ha vinto una sola volta, nel 1986, con J'aime la vie cantata dall'allora tredicenne Sandra Kim, che è oggi ricordata come la più giovane vincitrice del concorso canoro.
Si è classificato per due volte al secondo posto, nel 1978 e nel 2003. Nel 2003 la folk band degli Urban Trad (che non vinsero per lo scarto di soli due punti) cantò una canzone in una lingua inesistente, e lo stesso fecero 5 anni dopo gli Ishtar. Dall'introduzione delle due semifinali, ha conquistato la finale nel 2010, 2013, 2015, 2016, 2017,2021, 2022 e nel 2023
L'olandese e il francese, lingue ufficiali del Belgio insieme al tedesco, si sono alternati negli anni nelle canzoni presentate dal paese. Negli ultimi anni però è stato adottato, come altri paesi, l'inglese, mentre nel 2003 e 2008 si è optato per delle lingue immaginarie.
Le tv pubbliche, la fiamminga VRT e la vallona RTBF, trasmettono entrambe l'evento ma si alternano nell'organizzare la partecipazione e nella scelta della canzone e dell'artista; tale alternanza, almeno fino al 1996, si è riflettuta anche nella lingua.

## Partecipazioni
- Primo posto
- Secondo posto
- Terzo posto
- Ultimo posto

| Anno                            | Artista                         | Canzone                         | Lingua                          | Posizione                       | Posizione                       | Posizione                | Posizione                |
| Anno                            | Artista                         | Canzone                         | Lingua                          | Finale                          | Punti                           | Semi                     | Punti                    |
| ------------------------------- | ------------------------------- | ------------------------------- | ------------------------------- | ------------------------------- | ------------------------------- | ------------------------ | ------------------------ |
| 1956                            | Mony Marc                       | Le plus beau jour de ma vie     | Francese                        | --                              | Sconosciuti                     | Niente semifinali        | Niente semifinali        |
| 1956                            | Fud Leclerc                     | Messieurs les noyés de la Seine | Francese                        | --                              | Sconosciuti                     | Niente semifinali        | Niente semifinali        |
| 1957                            | Bobbejaan Schoepen              | Straatdeuntje                   | Olandese                        | 8º                              | 5                               | Niente semifinali        | Niente semifinali        |
| 1958                            | Fud Leclerc                     | Ma pétite chatte                | Francese                        | 5º                              | 8                               | Niente semifinali        | Niente semifinali        |
| 1959                            | Bob Benny                       | Hou toch van mij                | Olandese                        | 6º                              | 9                               | Niente semifinali        | Niente semifinali        |
| 1960                            | Fud Leclerc                     | Mon amour pour toi              | Francese                        | 6º                              | 9                               | Niente semifinali        | Niente semifinali        |
| 1961                            | Bob Benny                       | September, gouden roos          | Olandese                        | 15º                             | 1                               | Niente semifinali        | Niente semifinali        |
| 1962                            | Fud Leclerc                     | Ton nom                         | Francese                        | 13º                             | 0                               | Niente semifinali        | Niente semifinali        |
| 1963                            | Jacques Raymond                 | Waarom                          | Olandese                        | 10º                             | 4                               | Niente semifinali        | Niente semifinali        |
| 1964                            | Robert Cogoi                    | Près de ma rivière              | Francese                        | 10º                             | 2                               | Niente semifinali        | Niente semifinali        |
| 1965                            | Lize Marke                      | Als het weer lente is           | Olandese                        | 15º                             | 0                               | Niente semifinali        | Niente semifinali        |
| 1966                            | Tonia                           | Un peu de poivre, un peu de sel | Francese                        | 4º                              | 14                              | Niente semifinali        | Niente semifinali        |
| 1967                            | Louis Neefs                     | Ik heb zorgen                   | Olandese                        | 7º                              | 8                               | Niente semifinali        | Niente semifinali        |
| 1968                            | Claude Lombard                  | Quand tu reviendras             | Francese                        | 7º                              | 8                               | Niente semifinali        | Niente semifinali        |
| 1969                            | Louis Neefs                     | Jennifer Jennings               | Olandese                        | 7º                              | 10                              | Niente semifinali        | Niente semifinali        |
| 1970                            | Jean Vallée                     | Viens l'oublier                 | Francese                        | 8º                              | 5                               | Niente semifinali        | Niente semifinali        |
| 1971                            | Jacques Raymond & Lili Castell  | Goeiemorgen, morgen             | Olandese                        | 14º                             | 68                              | Niente semifinali        | Niente semifinali        |
| 1972                            | Serge & Christine Ghisoland     | À la folie ou pas du tout       | Francese                        | 17º                             | 55                              | Niente semifinali        | Niente semifinali        |
| 1973                            | Nicole & Hugo                   | Baby, Baby                      | Olandese                        | 17º                             | 58                              | Niente semifinali        | Niente semifinali        |
| 1974                            | Jacques Hustin                  | Fleur de liberté                | Francese                        | 10º                             | 10                              | Niente semifinali        | Niente semifinali        |
| 1975                            | Ann Christy                     | Could It Be Happiness           | Olandese, inglese               | 15º                             | 17                              | Niente semifinali        | Niente semifinali        |
| 1976                            | Pierre Rapsat                   | Judy et Cie                     | Francese                        | 8º                              | 68                              | Niente semifinali        | Niente semifinali        |
| 1977                            | Dream Express                   | A Million in One, Two, Three    | Inglese                         | 7º                              | 69                              | Niente semifinali        | Niente semifinali        |
| 1978                            | Jean Vallée                     | L'amour ça fait chanter la vie  | Francese                        | 2º                              | 125                             | Niente semifinali        | Niente semifinali        |
| 1979                            | Micha Marah                     | Hey na na                       | Olandese                        | 18º                             | 5                               | Niente semifinali        | Niente semifinali        |
| 1980                            | Telex                           | Euro-vision                     | Francese                        | 17º                             | 14                              | Niente semifinali        | Niente semifinali        |
| 1981                            | Emly Starr                      | Samson                          | Olandese                        | 13º                             | 40                              | Niente semifinali        | Niente semifinali        |
| 1982                            | Stella                          | Si tu aimes ma musique          | Francese                        | 4º                              | 96                              | Niente semifinali        | Niente semifinali        |
| 1983                            | Pas de Deux                     | Rendez-vous                     | Olandese                        | 18º                             | 13                              | Niente semifinali        | Niente semifinali        |
| 1984                            | Jacques Zegers                  | Avanti la vie                   | Francese                        | 5º                              | 70                              | Niente semifinali        | Niente semifinali        |
| 1985                            | Linda Lepomme                   | Laat me nu gaan                 | Olandese                        | 19º                             | 7                               | Niente semifinali        | Niente semifinali        |
| 1986                            | Sandra Kim                      | J'aime la vie                   | Francese                        | 1º                              | 176                             | Niente semifinali        | Niente semifinali        |
| 1987                            | Liliane Saint-Pierre            | Soldiers Of Love                | Olandese, inglese               | 11º                             | 56                              | Niente semifinali        | Niente semifinali        |
| 1988                            | Reynaert                        | Laissez briller le soleil       | Francese                        | 18º                             | 5                               | Niente semifinali        | Niente semifinali        |
| 1989                            | Ingeborg                        | Door de wind                    | Olandese                        | 19º                             | 13                              | Niente semifinali        | Niente semifinali        |
| 1990                            | Philippe Lafontaine             | Macédomienne                    | Francese                        | 12º                             | 46                              | Niente semifinali        | Niente semifinali        |
| 1991                            | Clouseau                        | Geef het op                     | Olandese                        | 16º                             | 23                              | Niente semifinali        | Niente semifinali        |
| 1992                            | Morgane                         | Nous on veut des violons        | Francese                        | 20º                             | 11                              | Niente semifinali        | Niente semifinali        |
| 1993                            | Barbara Dex                     | Iemand als jij                  | Olandese                        | 25º                             | 3                               | Niente semifinali        | Niente semifinali        |
| Nessuna partecipazione nel 1994 |                                 |                                 |                                 |                                 |                                 | Niente semifinali        | Niente semifinali        |
| 1995                            | Frédéric Etherlinck             | La voix est libre               | Francese                        | 20º                             | 8                               | Niente semifinali        | Niente semifinali        |
| 1996                            | Lisa del Bo                     | Liefde is een kaartspel         | Olandese                        | 16º                             | 22                              | 12º                      | 45                       |
| Nessuna partecipazione nel 1997 | Nessuna partecipazione nel 1997 | Nessuna partecipazione nel 1997 | Nessuna partecipazione nel 1997 | Nessuna partecipazione nel 1997 | Nessuna partecipazione nel 1997 | Niente semifinali        | Niente semifinali        |
| 1998                            | Mélanie Cohl                    | Dis oui                         | Francese                        | 6º                              | 122                             | Niente semifinali        | Niente semifinali        |
| 1999                            | Vanessa Chinitor                | Like The Wind                   | Inglese                         | 12º                             | 38                              | Niente semifinali        | Niente semifinali        |
| 2000                            | Nathalie Sorce                  | Envie de vivre                  | Francese                        | 24º                             | 2                               | Niente semifinali        | Niente semifinali        |
| Nessuna partecipazione nel 2001 |                                 |                                 |                                 |                                 |                                 | Niente semifinali        | Niente semifinali        |
| 2002                            | Sergio & the Ladies             | Sister                          | Inglese                         | 13º                             | 33                              | Niente semifinali        | Niente semifinali        |
| 2003                            | Urban Trad                      | Sanomi                          | Immaginaria                     | 2º                              | 165                             | Niente semifinali        | Niente semifinali        |
| 2004                            | Xandee                          | 1 Life                          | Inglese                         | 23º                             | 7                               | Top 11 l'anno precedente | Top 11 l'anno precedente |
| 2005                            | Nuno Resende                    | Le grand soir                   | Francese                        | Non qualificato                 | Non qualificato                 | 22º                      | 29                       |
| 2006                            | Kate Ryan                       | Je t'adore                      | Inglese, francese               | Non qualificato                 | Non qualificato                 | 12º                      | 69                       |
| 2007                            | The KMG's                       | Love Power                      | Inglese                         | Non qualificato                 | Non qualificato                 | 26º                      | 14                       |
| 2008                            | Ishtar                          | O Julissi                       | Immaginaria                     | Non qualificato                 | Non qualificato                 | 17º                      | 16                       |
| 2009                            | Copycat                         | Copycat                         | Inglese                         | Non qualificato                 | Non qualificato                 | 17º                      | 1                        |
| 2010                            | Tom Dice                        | Me and My Guitar                | Inglese                         | 6º                              | 143                             | 1º                       | 167                      |
| 2011                            | Witloof Bay                     | With Love Baby                  | Inglese                         | Non qualificato                 | Non qualificato                 | 11º                      | 53                       |
| 2012                            | Iris                            | Would You?                      | Inglese                         | Non qualificato                 | Non qualificato                 | 17º                      | 16                       |
| 2013                            | Roberto Bellarosa               | Love Kills                      | Inglese                         | 12º                             | 71                              | 5º                       | 75                       |
| 2014                            | Axel Hirsoux                    | Mother                          | Inglese                         | Non qualificato                 | Non qualificato                 | 14º                      | 28                       |
| 2015                            | Loïc Nottet                     | Rhythm Inside                   | Inglese                         | 4º                              | 217                             | 2º                       | 149                      |
| 2016                            | Laura Tesoro                    | What's the Pressure             | Inglese                         | 10º                             | 181                             | 3º                       | 274                      |
| 2017                            | Blanche                         | City Lights                     | Inglese                         | 4º                              | 363                             | 4º                       | 165                      |
| 2018                            | Sennek                          | A Matter of Time                | Inglese                         | Non qualificato                 | Non qualificato                 | 12º                      | 91                       |
| 2019                            | Eliot                           | Wake Up                         | Inglese                         | Non qualificato                 | Non qualificato                 | 13º                      | 70                       |
| 2020                            | Hooverphonic                    | Release Me                      | Inglese                         | Edizione cancellata             | Edizione cancellata             | Edizione cancellata      | Edizione cancellata      |
| 2021                            | Hooverphonic                    | The Wrong Place                 | Inglese                         | 19º                             | 74                              | 9º                       | 117                      |
| 2022                            | Jérémie Makiese                 | Miss You                        | Inglese                         | 19º                             | 64                              | 8º                       | 151                      |
| 2023                            | Gustaph                         | Because of You                  | Inglese                         | 7º                              | 182                             | 8º                       | 90                       |
| 2024                            | Mustii                          | Before the Party's Over         | Inglese                         | Non qualificato                 | Non qualificato                 | 13º                      | 18                       |
| 2025                            | Red Sebastian                   | Strobe Lights                   | Inglese                         | Non qualificato                 | Non qualificato                 | 14º                      | 23                       |

Note:
1. ↑  Dal 2004 al 2007 le nazioni della top ten della finale (esclusi i Big Four) accedevano di diritto alla finale dell'edizione successiva

- Se un paese vince l'edizione precedente, non deve competere nelle semifinali nell'edizione successiva. Inoltre, dal 2004 al 2007, i primi dieci paesi che non erano membri dei Big 4 non dovevano competere nelle semifinali nell'edizione successiva. Se, ad esempio, Germania e Francia si collocavano tra i primi dieci, i paesi che si erano piazzati all'11º e al 12º posto avanzavano alla serata finale dell'edizione successiva insieme al resto della top 10.

## Statistiche di voto
Fino al 2025, le statistiche di voto del Belgio sono:
| # | Stato       | Punti |
| - | ----------- | ----- |
| 1 | Francia     | 231   |
| 2 | Svezia      | 222   |
| 3 | Regno Unito | 205   |
| 4 | Paesi Bassi | 204   |
| 5 | Italia      | 181   |

| # | Stato       | Punti |
| - | ----------- | ----- |
| 1 | Paesi Bassi | 203   |
| 2 | Francia     | 149   |
| 3 | Irlanda     | 140   |
| 4 | Portogallo  | 134   |
| 5 | Regno Unito | 133   |

| # | Stato       | Punti |
| - | ----------- | ----- |
| 1 | Paesi Bassi | 310   |
| 2 | Svezia      | 309   |
| 3 | Francia     | 231   |
| 4 | Israele     | 231   |
| 5 | Irlanda     | 219   |

| # | Stato       | Punti |
| - | ----------- | ----- |
| 1 | Paesi Bassi | 286   |
| 2 | Francia     | 198   |
| 3 | Portogallo  | 190   |
| 4 | Irlanda     | 182   |
| 5 | Spagna      | 179   |

## Altri premi ricevuti

### Barbara Dex Award
Il Barbara Dex Award è stato un riconoscimento non ufficiale con il quale viene premiato l'artista peggio vestito all'Eurovision Song Contest. Prende il nome dall'omonima artista belga che nell'edizione del 1993 si è presentata con un abito che lei stessa aveva confezionato e che aveva attirato l'attenzione negativa dei commentatori e del pubblico.
| Anno | Categoria         | Artista        | Canzone        | Compositore    |
| ---- | ----------------- | -------------- | -------------- | -------------- |
| 2000 | Barbara Dex Award | Nathalie Sorce | Envie de vivre | Silvio Pezzuto |

## Città ospitanti
| Anno | Città     | Luogo                | Presentatori |
| ---- | --------- | -------------------- | ------------ |
| 1987 | Bruxelles | Palais de Centenaire | Viktor Lazlo |

## Trasmissione dell'evento
La VRT e la RTBF, in quanto membri rappresentativi dell'Unione europea di radiodiffusione per il Belgio (rispettivamente per la comunità fiamminga e francese), hanno i diritti di trasmissione dell'evento.
| Anno | Comunità fiamminga                                   | Comunità fiamminga                                   | Comunità fiamminga                                   | Comunità fiamminga                                   | Comunità francese                                    | Comunità francese                                    | Comunità francese                                    | Comunità francese                                    | Portavoce                                            |
| Anno | Commentatori                                         | Commentatori                                         | Trasmissione                                         | Trasmissione                                         | Commentatori                                         | Commentatori                                         | Trasmissione                                         | Trasmissione                                         | Portavoce                                            |
| Anno | Semifinali                                           | Finale                                               | Semifinali                                           | Finale                                               | Semifinali                                           | Finale                                               | Semifinali                                           | Finale                                               | Portavoce                                            |
| ---- | ---------------------------------------------------- | ---------------------------------------------------- | ---------------------------------------------------- | ---------------------------------------------------- | ---------------------------------------------------- | ---------------------------------------------------- | ---------------------------------------------------- | ---------------------------------------------------- | ---------------------------------------------------- |
| 1956 | Nessuna semifinale                                   | Piet te Nuyl Jr.                                     | Nessuna semifinale                                   | NIR                                                  | Nessuna semifinale                                   | Raymond Colbert                                      | Nessuna semifinale                                   | IRN                                                  | Non presente                                         |
| 1957 | Nessuna semifinale                                   | Sconosciuto                                          | Nessuna semifinale                                   | NIR                                                  | Nessuna semifinale                                   | Robert Beauvais                                      | Nessuna semifinale                                   | IRN                                                  | Sconosciuto                                          |
| 1958 | Nessuna semifinale                                   | Sconosciuto                                          | Nessuna semifinale                                   | NIR                                                  | Nessuna semifinale                                   | Sconosciuto                                          | Nessuna semifinale                                   | IRN Bruxelles I                                      | Sconosciuto                                          |
| 1959 | Nessuna semifinale                                   | Sconosciuto                                          | Nessuna semifinale                                   | NIR                                                  | Nessuna semifinale                                   | Paule Herreman                                       | Nessuna semifinale                                   | IRN                                                  | Sconosciuto                                          |
| 1960 | Nessuna semifinale                                   | Nic Bal                                              | Nessuna semifinale                                   | NIR                                                  | Nessuna semifinale                                   | Georges Désir                                        | Nessuna semifinale                                   | IRN                                                  | Sconosciuto                                          |
| 1961 | Nessuna semifinale                                   | Nic Bal                                              | Nessuna semifinale                                   | BRT                                                  | Nessuna semifinale                                   | Robert Beauvais                                      | Nessuna semifinale                                   | RTB                                                  | Sconosciuto                                          |
| 1962 | Nessuna semifinale                                   | Willem Duys                                          | Nessuna semifinale                                   | BRT                                                  | Nessuna semifinale                                   | Sconosciuto                                          | Nessuna semifinale                                   | RTB                                                  | Sconosciuto                                          |
| 1963 | Nessuna semifinale                                   | Bob Boon Denise Maes                                 | Nessuna semifinale                                   | BRT                                                  | Nessuna semifinale                                   | Pierre Delhasse                                      | Nessuna semifinale                                   | RTB                                                  | Sconosciuto                                          |
| 1964 | Nessuna semifinale                                   | Sconosciuto                                          | Nessuna semifinale                                   | BRT                                                  | Nessuna semifinale                                   | Sconosciuto                                          | Nessuna semifinale                                   | RTB                                                  | Sconosciuto                                          |
| 1965 | Nessuna semifinale                                   | Sconosciuto                                          | Nessuna semifinale                                   | BRT                                                  | Nessuna semifinale                                   | Sconosciuto                                          | Nessuna semifinale                                   | RTB Premier Programme                                | Sconosciuto                                          |
| 1966 | Nessuna semifinale                                   | Sconosciuto                                          | Nessuna semifinale                                   | BRT                                                  | Nessuna semifinale                                   | Sconosciuto                                          | Nessuna semifinale                                   | RTB Premier Programme                                | Sconosciuto                                          |
| 1967 | Nessuna semifinale                                   | Sconosciuto                                          | Nessuna semifinale                                   | BRT                                                  | Nessuna semifinale                                   | Paule Herreman                                       | Nessuna semifinale                                   | RTB RTB 3                                            | Sconosciuto                                          |
| 1968 | Nessuna semifinale                                   | Sconosciuto                                          | Nessuna semifinale                                   | BRT                                                  | Nessuna semifinale                                   | Paule Herreman                                       | Nessuna semifinale                                   | RTB RTB 1                                            | Sconosciuto                                          |
| 1969 | Nessuna semifinale                                   | Jan Theys                                            | Nessuna semifinale                                   | BRT                                                  | Nessuna semifinale                                   | Paule Herreman                                       | Nessuna semifinale                                   | RTB RTB 1                                            | Eugène Senelle                                       |
| 1970 | Nessuna semifinale                                   | Jan Theys                                            | Nessuna semifinale                                   | BRT BRT 2 Omroep Brabant                             | Nessuna semifinale                                   | Sconosciuto                                          | Nessuna semifinale                                   | RTB RTB 1                                            | Sconosciuto                                          |
| 1971 | Nessuna semifinale                                   | Anton Peters                                         | Nessuna semifinale                                   | BRT BRT 2 Omroep Brabant                             | Nessuna semifinale                                   | Paule Herreman                                       | Nessuna semifinale                                   | RTB RTB 1                                            | Non presente                                         |
| 1972 | Nessuna semifinale                                   | Sconosciuto                                          | Nessuna semifinale                                   | BRT BRT 2 Omroep Brabant                             | Nessuna semifinale                                   | Paule Herreman                                       | Nessuna semifinale                                   | RTB RTB 1                                            | Non presente                                         |
| 1973 | Nessuna semifinale                                   | Sconosciuto                                          | Nessuna semifinale                                   | BRT BRT 1                                            | Nessuna semifinale                                   | Paule Herreman                                       | Nessuna semifinale                                   | RTB RTB 1                                            | Non presente                                         |
| 1974 | Nessuna semifinale                                   | Herman Verelst                                       | Nessuna semifinale                                   | BRT BRT 1                                            | Nessuna semifinale                                   | Paule Herreman                                       | Nessuna semifinale                                   | RTB RTB 1                                            | Sconosciuto                                          |
| 1975 | Nessuna semifinale                                   | Jen Geysen Robrecht Willaert                         | Nessuna semifinale                                   | BRT BRT 1                                            | Nessuna semifinale                                   | Sconosciuto                                          | Nessuna semifinale                                   | RTB                                                  | Sconosciuto                                          |
| 1976 | Nessuna semifinale                                   | Sconosciuto                                          | Nessuna semifinale                                   | BRT BRT 1                                            | Nessuna semifinale                                   | Paule Herreman                                       | Nessuna semifinale                                   | RTB                                                  | Sconosciuto                                          |
| 1977 | Nessuna semifinale                                   | Luc Appermont                                        | Nessuna semifinale                                   | TV1 BRT Radio 1                                      | Nessuna semifinale                                   | Sconosciuto                                          | Nessuna semifinale                                   | RTB 1                                                | Sconosciuto                                          |
| 1978 | Nessuna semifinale                                   | Luc Appermont                                        | Nessuna semifinale                                   | TV1                                                  | Nessuna semifinale                                   | Sconosciuto                                          | Nessuna semifinale                                   | RTBF1                                                | Sconosciuto                                          |
| 1979 | Nessuna semifinale                                   | Sconosciuto                                          | Nessuna semifinale                                   | TV1                                                  | Nessuna semifinale                                   | Paule Herreman                                       | Nessuna semifinale                                   | RTBF1                                                | Sconosciuto                                          |
| 1980 | Nessuna semifinale                                   | Sconosciuto                                          | Nessuna semifinale                                   | TV1                                                  | Nessuna semifinale                                   | Sconosciuto                                          | Nessuna semifinale                                   | RTBF1 RTBF Radio 1                                   | Sconosciuto                                          |
| 1981 | Nessuna semifinale                                   | Luc Appermont                                        | Nessuna semifinale                                   | TV1                                                  | Nessuna semifinale                                   | Sconosciuto                                          | Nessuna semifinale                                   | RTBF1 RTBF Radio 1                                   | Sconosciuto                                          |
| 1982 | Nessuna semifinale                                   | Luc Appermont                                        | Nessuna semifinale                                   | TV1                                                  | Nessuna semifinale                                   | Sconosciuto                                          | Nessuna semifinale                                   | RTBF1 RTBF Radio 1 Bruxelles 21                      | Sconosciuto                                          |
| 1983 | Nessuna semifinale                                   | Luc Appermont                                        | Nessuna semifinale                                   | TV1 BRT 2                                            | Nessuna semifinale                                   | Sconosciuto                                          | Nessuna semifinale                                   | Télé 2 RTBF Radio 1                                  | Sconosciuto                                          |
| 1984 | Nessuna semifinale                                   | Luc Appermont                                        | Nessuna semifinale                                   | TV1 BRT 2                                            | Nessuna semifinale                                   | Sconosciuto                                          | Nessuna semifinale                                   | RTBF1 Télé 2                                         | Sconosciuto                                          |
| 1985 | Nessuna semifinale                                   | Luc Appermont                                        | Nessuna semifinale                                   | TV1                                                  | Nessuna semifinale                                   | Sconosciuto                                          | Nessuna semifinale                                   | RTBF1 Télé 2                                         | Sconosciuto                                          |
| 1986 | Nessuna semifinale                                   | Luc Appermont                                        | Nessuna semifinale                                   | TV1 BRT 2                                            | Nessuna semifinale                                   | Patrick Duhamel                                      | Nessuna semifinale                                   | RTBF1 Télé 2                                         | Sconosciuto                                          |
| 1987 | Nessuna semifinale                                   | Luc Appermont                                        | Nessuna semifinale                                   | TV1 BRT 2                                            | Nessuna semifinale                                   | Sconosciuto                                          | Nessuna semifinale                                   | RTBF1 Radio Deux                                     | An Ploegaerts                                        |
| 1988 | Nessuna semifinale                                   | Luc Appermont                                        | Nessuna semifinale                                   | TV1 BRT 2                                            | Nessuna semifinale                                   | Pierre Collard-Bovy                                  | Nessuna semifinale                                   | RTBF1                                                | Sconosciuto                                          |
| 1989 | Nessuna semifinale                                   | Luc Appermont Ann Lepère                             | Nessuna semifinale                                   | TV1 BRT 2                                            | Nessuna semifinale                                   | Jacques Mercier                                      | Nessuna semifinale                                   | RTBF1                                                | Sconosciuto                                          |
| 1990 | Nessuna semifinale                                   | Luc Appermont                                        | Nessuna semifinale                                   | TV2 BRT 2                                            | Nessuna semifinale                                   | Claude Delacroix                                     | Nessuna semifinale                                   | RTBF1                                                | Sconosciuto                                          |
| 1991 | Nessuna semifinale                                   | André Vermeulen                                      | Nessuna semifinale                                   | TV1 TV2 Radio 2                                      | Nessuna semifinale                                   | Claude Delacroix                                     | Nessuna semifinale                                   | RTBF1                                                | Sconosciuto                                          |
| 1992 | Nessuna semifinale                                   | André Vermeulen                                      | Nessuna semifinale                                   | TV1 TV2 Radio 2                                      | Nessuna semifinale                                   | Claude Delacroix                                     | Nessuna semifinale                                   | RTBF1                                                | Sconosciuto                                          |
| 1992 | Nessuna semifinale                                   | Marc Brillouet Julien Put                            | Nessuna semifinale                                   | TV1 TV2 Radio 2                                      | Nessuna semifinale                                   | Claude Delacroix                                     | Nessuna semifinale                                   | RTBF1                                                | Sconosciuto                                          |
| 1993 | Nessuna semifinale                                   | André Vermeulen                                      | Nessuna semifinale                                   | TV1                                                  | Nessuna semifinale                                   | Claude Delacroix                                     | Nessuna semifinale                                   | RTBF1 Télé 21                                        | Sconosciuto                                          |
| 1994 | Nessuna semifinale                                   | André Vermeulen                                      | Nessuna semifinale                                   | TV2 Radio 2                                          | Nessuna semifinale                                   | Jean-Pierre Hautier                                  | Nessuna semifinale                                   | RTBF1                                                | Non partecipante                                     |
| 1994 | Nessuna semifinale                                   | Marc Brillouet Julien Put                            | Nessuna semifinale                                   | TV2 Radio 2                                          | Nessuna semifinale                                   | Jean-Pierre Hautier                                  | Nessuna semifinale                                   | RTBF1                                                | Non partecipante                                     |
| 1995 | Nessuna semifinale                                   | André Vermeulen                                      | Nessuna semifinale                                   | TV1                                                  | Nessuna semifinale                                   | Jean-Pierre Hautier                                  | Nessuna semifinale                                   | RTBF1                                                | Marie-Françoise Renson                               |
| 1996 | Nessuna semifinale                                   | Michel Follet Johan Verstreken                       | Nessuna semifinale                                   | TV1 Radio 2                                          | Nessuna semifinale                                   | Jean-Pierre Hautier Sandra Kim                       | Nessuna semifinale                                   | RTBF1                                                | An Ploegaerts                                        |
| 1996 | Nessuna semifinale                                   | Guy De Pré Bart Pieters                              | Nessuna semifinale                                   | TV1 Radio 2                                          | Nessuna semifinale                                   | Jean-Pierre Hautier Sandra Kim                       | Nessuna semifinale                                   | RTBF1                                                | An Ploegaerts                                        |
| 1997 | Nessuna semifinale                                   | André Vermeulen                                      | Nessuna semifinale                                   | TV1                                                  | Nessuna semifinale                                   | Jean-Pierre Hautier                                  | Nessuna semifinale                                   | RTBF La 1                                            | Non partecipante                                     |
| 1998 | Nessuna semifinale                                   | André Vermeulen Andrea Croonenberghs                 | Nessuna semifinale                                   | TV1 Radio 2                                          | Nessuna semifinale                                   | Jean-Pierre Hautier                                  | Nessuna semifinale                                   | RTBF La 1                                            | Marie-Hélène Vanderborght                            |
| 1999 | Nessuna semifinale                                   | André Vermeulen Bart Peeters                         | Nessuna semifinale                                   | TV1                                                  | Nessuna semifinale                                   | Jean-Pierre Hautier                                  | Nessuna semifinale                                   | RTBF La 1                                            | Sabine De Vos                                        |
| 2000 | Nessuna semifinale                                   | André Vermeulen Anja Daems                           | Nessuna semifinale                                   | TV1                                                  | Nessuna semifinale                                   | Jean-Pierre Hautier                                  | Nessuna semifinale                                   | La Une                                               | Thomas Van Hamme                                     |
| 2001 | Nessuna semifinale                                   | André Vermeulen Anja Daems                           | Nessuna semifinale                                   | TV1                                                  | Nessuna semifinale                                   | Jean-Pierre Hautier                                  | Nessuna semifinale                                   | La Une                                               | Non partecipante                                     |
| 2002 | Nessuna semifinale                                   | André Vermeulen Bart Peeters                         | Nessuna semifinale                                   | TV1 Radio 2 Radio Donna                              | Nessuna semifinale                                   | Jean-Pierre Hautier                                  | Nessuna semifinale                                   | La Une                                               | Geena Lisa Peeters                                   |
| 2002 | Nessuna semifinale                                   | Filip Pletinckx Katrien Palmers Jan Bosman           | Nessuna semifinale                                   | TV1 Radio 2 Radio Donna                              | Nessuna semifinale                                   | Jean-Pierre Hautier                                  | Nessuna semifinale                                   | La Une                                               | Geena Lisa Peeters                                   |
| 2003 | Nessuna semifinale                                   | André Vermeulen Anja Daems                           | Nessuna semifinale                                   | TV1                                                  | Nessuna semifinale                                   | Jean-Pierre Hautier                                  | Nessuna semifinale                                   | La Une RTBF Sat                                      | Corinne Boulangier                                   |
| 2004 | Sconosciuto                                          | Sconosciuto                                          | TV1                                                  | TV1                                                  | Jean-Pierre Hautier                                  | Jean-Pierre Hautier                                  | Nessuna trasmissione                                 | La Une La Première                                   | Martine Prenen                                       |
| 2005 | André Vermeulen Anja Daems                           | André Vermeulen Anja Daems                           | Één                                                  | Één                                                  | Jean-Louis Lahaye                                    | Jean-Pierre Hautier                                  | La Une RTBF Sat                                      | La Une RTBF Sat                                      | Armelle Gysen                                        |
| 2006 | André Vermeulen Anja Daems                           | André Vermeulen Anja Daems                           | Één Radio 2                                          | Één Radio 2                                          | Jean-Pierre Hautier                                  | Jean-Pierre Hautier                                  | La Une RTBF Sat                                      | La Une RTBF Sat                                      | Yasmine                                              |
| 2007 | André Vermeulen Anja Daems                           | André Vermeulen Anja Daems                           | Één                                                  | Één                                                  | Jean-Louis Lahaye Jean-Pierre Hautier                | Jean-Louis Lahaye Jean-Pierre Hautier                | La Une RTBF Sat La Première                          | La Une RTBF Sat La Première                          | Maureen Louys                                        |
| 2008 | André Vermeulen Bart Peeters                         | André Vermeulen Bart Peeters                         | Één Één+                                             | Één Één+                                             | Jean-Louis Lahaye Jean-Pierre Hautier                | Jean-Louis Lahaye Jean-Pierre Hautier                | La Une                                               | La Une                                               | Sandrine Van Handenhoven                             |
| 2009 | André Vermeulen Anja Daems                           | André Vermeulen Anja Daems                           | Één                                                  | Één                                                  | Jean-Louis Lahaye Jean-Pierre Hautier                | Jean-Louis Lahaye Jean-Pierre Hautier                | La Une RTBF Sat                                      | La Une RTBF Sat                                      | Maureen Louys                                        |
| 2010 | André Vermeulen Bart Peeters                         | André Vermeulen Bart Peeters                         | Één                                                  | Één                                                  | Jean-Louis Lahaye Jean-Pierre Hautier                | Jean-Louis Lahaye Jean-Pierre Hautier                | La Une                                               | La Une                                               | Katja Retsin                                         |
| 2011 | André Vermeulen Sven Pichal                          | André Vermeulen Sven Pichal                          | Één Radio 2                                          | Één Radio 2                                          | Jean-Louis Lahaye Jean-Pierre Hautier                | Jean-Louis Lahaye Jean-Pierre Hautier                | La Une                                               | La Une                                               | Maureen Louys                                        |
| 2012 | André Vermeulen Peter Van de Veire                   | André Vermeulen Peter Van de Veire                   | Één Radio 2                                          | Één Radio 2                                          | Jean-Louis Lahaye Jean-Pierre Hautier                | Jean-Louis Lahaye Jean-Pierre Hautier                | La Une                                               | La Une                                               | Peter Van de Veire                                   |
| 2013 | André Vermeulen Tom De Cock                          | André Vermeulen Tom De Cock                          | Één Radio 2                                          | Één Radio 2                                          | Jean-Louis Lahaye Maureen Louys                      | Jean-Louis Lahaye Maureen Louys                      | La Une                                               | La Une                                               | Barbara Louys                                        |
| 2014 | Peter Van de Veire Eva Daeleman                      | Peter Van de Veire Eva Daeleman                      | Één Radio 2                                          | Één Radio 2                                          | Jean-Louis Lahaye Maureen Louys                      | Jean-Louis Lahaye Maureen Louys                      | La Une                                               | La Une VivaCité                                      | Angelique Vlieghe                                    |
| 2014 | Peter Van de Veire Eva Daeleman                      | Peter Van de Veire Eva Daeleman                      | Één Radio 2                                          | Één Radio 2                                          | Olivier Gilain                                       |                                                      | La Une                                               | La Une VivaCité                                      | Angelique Vlieghe                                    |
| 2015 | Peter Van de Veire Eva Daeleman                      | Peter Van de Veire Eva Daeleman                      | Één Radio 2                                          | Één Radio 2                                          | Jean-Louis Lahaye Maureen Louys                      | Jean-Louis Lahaye Maureen Louys                      | La Une                                               | La Une VivaCité                                      | Walid                                                |
| 2015 | Peter Van de Veire Eva Daeleman                      | Peter Van de Veire Eva Daeleman                      | Één Radio 2                                          | Één Radio 2                                          | Olivier Gilain                                       |                                                      | La Une                                               | La Une VivaCité                                      | Walid                                                |
| 2016 | Peter Van de Veire                                   | Peter Van de Veire                                   | Één                                                  | Één                                                  | Jean-Louis Lahaye Maureen Louys                      | Jean-Louis Lahaye Maureen Louys                      | La Une                                               | La Une                                               | Umesh Vangaver                                       |
| 2017 | Peter Van de Veire                                   | Peter Van de Veire                                   | Één Radio 2                                          | Één Radio 2                                          | Jean-Louis Lahaye Maureen Louys                      | Jean-Louis Lahaye Maureen Louys                      | La Une VivaCité                                      | La Une VivaCité                                      | Fanny Gillard                                        |
| 2017 | Peter Van de Veire                                   | Peter Van de Veire                                   | Één Radio 2                                          | Één Radio 2                                          | Olivier Gilain                                       |                                                      | La Une VivaCité                                      | La Une VivaCité                                      | Fanny Gillard                                        |
| 2018 | Peter Van de Veire                                   | Peter Van de Veire                                   | Één                                                  | Één                                                  | Jean-Louis Lahaye Maureen Louys                      | Jean-Louis Lahaye Maureen Louys                      | La Une                                               | La Une                                               | Danira Boukhriss                                     |
| 2019 | Peter Van de Veire                                   | Peter Van de Veire                                   | Één Ketnet                                           | Één Ketnet                                           | Jean-Louis Lahaye Maureen Louys                      | Jean-Louis Lahaye Maureen Louys                      | La Une                                               | La Une                                               | David Jeanmotte                                      |
| 2020 | Evento cancellato a causa della pandemia di COVID-19 | Evento cancellato a causa della pandemia di COVID-19 | Evento cancellato a causa della pandemia di COVID-19 | Evento cancellato a causa della pandemia di COVID-19 | Evento cancellato a causa della pandemia di COVID-19 | Evento cancellato a causa della pandemia di COVID-19 | Evento cancellato a causa della pandemia di COVID-19 | Evento cancellato a causa della pandemia di COVID-19 | Evento cancellato a causa della pandemia di COVID-19 |
| 2021 | Peter Van de Veire                                   | Peter Van de Veire                                   | Één Ketnet Radio 2                                   | Één Ketnet Radio 2                                   | Jean-Louis Lahaye Fanny Jandrain                     | Jean-Louis Lahaye Fanny Jandrain                     | La Une VivaCité                                      | La Une VivaCité                                      | Danira Boukhriss                                     |
| 2021 | Anja Daems Showbizz Bart                             |                                                      | Één Ketnet Radio 2                                   | Één Ketnet Radio 2                                   | Jean-Louis Lahaye Fanny Jandrain                     | Jean-Louis Lahaye Fanny Jandrain                     | La Une VivaCité                                      | La Une VivaCité                                      | Danira Boukhriss                                     |
| 2022 | Peter Van de Veire                                   | Peter Van de Veire                                   | Één                                                  | Één                                                  | Jean-Louis Lahaye Maureen Louys                      | Jean-Louis Lahaye Maureen Louys                      | La Une VivaCité                                      | La Une VivaCité                                      | David Jeanmotte                                      |
| 2023 | Peter Van de Veire                                   | Peter Van de Veire                                   | VRT 1 Radio 2                                        | VRT 1 Radio 2                                        | Jean-Louis Lahaye Maureen Louys                      | Jean-Louis Lahaye Maureen Louys                      | Tipik La Une VivaCité                                | Tipik La Une VivaCité                                | Bart Cannaerts                                       |
| 2024 | Peter Van de Veire                                   | Peter Van de Veire                                   | VRT 1 Radio 2                                        | VRT 1 Radio 2                                        | Jean-Louis Lahaye Maureen Louys                      | Jean-Louis Lahaye Maureen Louys                      | Tipik La Une VivaCité                                | Tipik La Une VivaCité                                | Livia Dushkoff                                       |
| 2025 | Peter Van de Veire                                   | Peter Van de Veire                                   | VRT 1 Radio 2                                        | VRT 1 Radio 2                                        | Jean-Louis Lahaye Joëlle Scoriels                    | Jean-Louis Lahaye Joëlle Scoriels                    | Tipik La Une                                         | Tipik La Une                                         | Manu Van Acker                                       |

Note:
1. 1 2 3 4 5 6 7  Solo per la trasmissione televisiva.
2. 1 2 3 4 5 6 7 8  Solo per la trasmissione radiofonica.
3. 1 2 3 4  Solo prima semifinale e finale.
4. 1 2 3 4 5  Solo per la finale.
5. 1 2  Solo prima semifinale.
6. 1 2  Solo seconda semifinale e finale.